# Aveiro (stacja kolejowa)
Aveiro – stacja kolejowa w Aveiro, w regionie Centrum, w Portugalii. Znajduje się na Linha do Norte (Linia Północna) i jest obsługiwana przez Comboios de Portugal. Znajdują się tu 3 perony. Obok nowego budynku dworca z podziemnymi przejściami znajduje się stary, XIX-wieczny, ze ścianami pokrytymi azulejo.

## Połączenia
- Águeda
- Braga
- Coimbra
- Faro
- Guimarães
- Lizbona
- Porto
- Sernada do Vouga